# Istituto Guglielmo Tagliacarne
L'Istituto Guglielmo Tagliacarne è un'organizzazione italiana con sede a Roma, dedicata a Guglielmo Tagliacarne, economista, statistico e segretario generale della Camera di Commercio di Milano nata per  promuovere attraverso attività di ricerca, analisi statistica e formazione - la cultura economica in Italia. L'organizzazione, fondata nel 1986, nel 2019 ha mutato natura giuridica da fondazione diventando il Centro Studi delle Camere di commercio Guglielmo Tagliacarne scrl, società consortile a capitale interamente pubblico del Sistema camerale italiano (Unioncamere, Camere di commercio, altre società del Sistema).

## Attività
Il Centro Studi svolge attività di ricerca. La ricerca si incentra sull'analisi del mondo delle piccole e medie imprese, dell'innovazione tecnologica nonché, più in generale, sulle statistiche territoriali. Riprendendo i lavori pionieristici del prof. Tagliacarne, la produzione statistica riguarda in particolare indicatori economici territoriali (valore aggiunto provinciale, reddito e patrimonio delle famiglie, consumi, risparmi ecc.).
Dal 2002 (Decreto del Presidente del Consiglio dei ministri del 12 marzo) l'Istituto Tagliacarne, oggi Centro Studi Tagliacarne, è un soggetto del Sistema Statistico Nazionale impegnato nella realizzazione di dati e prodotti mirati alla diffusione dell'informazione statistica.

## Presidenti
I presidenti dell'Istituto Guglielmo Tagliacarne sono stati i seguenti: 
| Periodo   | Presidente          |
| --------- | ------------------- |
| 1986-1989 | Cirillo Bonora      |
| 1989-2002 | Luigi Pieraccioni   |
| 2002-2007 | Gian Carlo Sangalli |
| 2007-2010 | Andrea Mondello     |
| 2010-2012 | Gavino Sini         |
| 2012-2014 | Giorgio Meo         |
| 2014-2022 | Luciano Pasquale    |
| Dal 2022  | Giuseppe Molinari   |

## Principali pubblicazioni
- Rapporti consultabili e scaricabili in questa sezione i rapporti derivanti dalle attività di ricerca condotte dal Centro Studi Guglielmo Tagliacarne in collaborazione con partner nazionali ed internazionali: https://www.tagliacarne.it/ricerche-20/rapporti-90/
- Altre pubblicazioni a carattere nazionale, locale e settoriale realizzate dal Centro Studi Guglielmo Tagliacarne su incarico delle Camere di commercio e delle Associazioni di categoria: https://www.tagliacarne.it/ricerche-20/altri_studi_ed_analisi_economiche-89/

## Riviste e collane scientifiche
- Tesi e Temi: https://www.tagliacarne.it/tesi_temi-30/